# Cephalotes brevispineus
Cephalotes brevispineus é uma espécie de inseto do gênero Cephalotes, pertencente à família Formicidae.